# Guillermo Rafael Douglas Sabattini
Guillermo Rafael Douglas Sabattini   (Paysandú, gener 1909 - valor desconegut, 1967) fou un remer uruguaià que va competir durant les dècades de 1920 i 1930.
El 1932 va prendre part en els Jocs Olímpics de Los Angeles, on guanyà la medalla de bronze en la prova del scull individual del programa de rem.